# Pieter Corneliszoon Hooft
Pieter Corneliszoon Hooft (Amsterdam, 16 marzo 1581 – L'Aia, 21 maggio 1647) è stato uno storico, poeta e drammaturgo olandese.
Hooft era figlio di Cornelis Hooft, che aveva ricoperto alcune cariche nell'amministrazione di Amsterdam, tra cui quella di borgomastro. Hooft può essere considerato uno dei fondatori di una seria cultura letteraria nell'area linguistica olandese, sul modello francese e italiano.
Dopo aver viaggiato in Europa, studiò diritto a Leida. Hooft diventò un esponente del Rinascimento nei Paesi Bassi e un sostenitore delle idee dell'Umanesimo.
Hooft si sposò due volte. Nel 1610 sposò Christina van Erp, che morì nel 1624. Nel 1627 sposò Leonora Hellemans.

## Ilrederijker
Hooft fu un rederijker ("retore"), cioè un membro della camera di retorica (in olandese: rederijkerskamer) de Eglentier di Amsterdam, il cui motto era In Liefde bloeyende. La rinascita letteraria si faceva sentire anche lì. A quell'epoca senza dubbio Hooft era già consapevole del rinnovamento ma solo durante il suo grand tour imparò a conoscere davvero la nuova poesia.

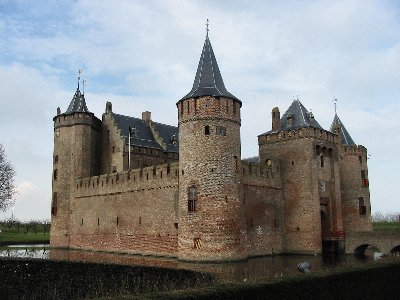
Castello di Muiderslot

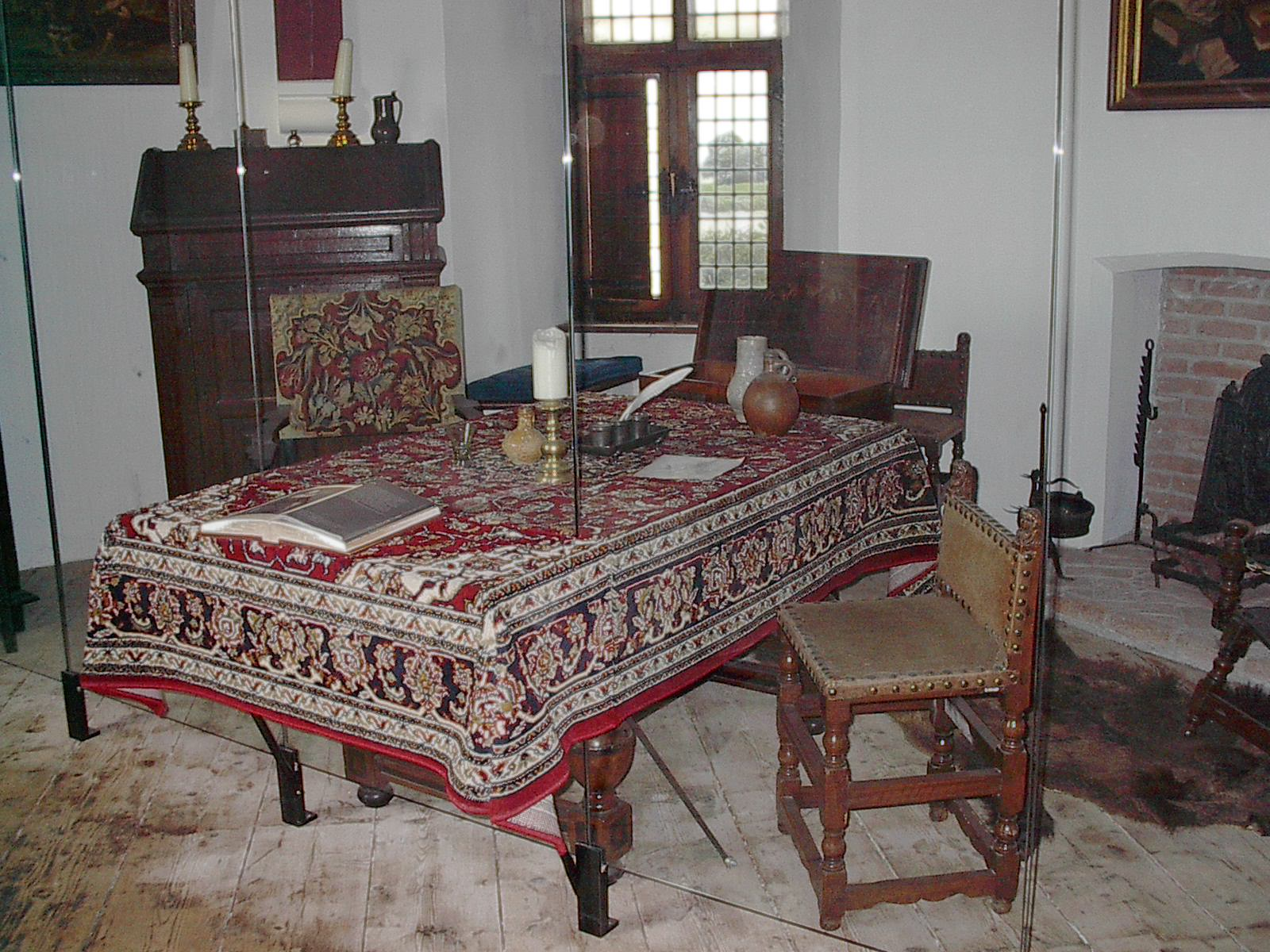
Studio di Hooft nel castello di Muiderslot

## Il Muiderkring
Hooft fu langravio di Muiden e balivo del Gooi (regione centrale dei Paesi Bassi). Fu governatore e anche giudice e visse per 40 anni nel castello di Muiderslot, presso l'odierna fortezza di Muiden. Era un posto molto noioso, perciò Hooft invitava spesso delle persone straordinarie, spesso letterati. Questo circolo di persone fu chiamato Muiderkring (circolo di Muider). Già questa denominazione - risalente al XIX secolo! - deve far pensare che qui si trattava più di incontri occasionali che di riunioni a cadenza regolare. Dopo l'ultima festa alla fine della stagione estiva, i membri del circolo si congedavano con il saluto "tot in de pruimentijd" ("alla stagione delle prugne"), che significava "alla prossima estate". A questa cerchia di amici appartenevano, tra gli altri, anche:
- Constantijn Huygens[2]
- Bredero[3]
- Anna Visscher
- Jan Pieterszoon Sweelinck
- Maria Tesselschade Visscher
- Gerardus Vossius
- Casparus Barlaeus
- Albert C. Burgh
- Laurens Reael
- Roemer Visscher
- Jan Vos
- Joost van den Vondel

## Politica
Le opere drammaturgiche di Hooft erano uno strumento per esprimere le sue idee politiche, che erano moderatamente orangiste. Egli credeva in un complesso di valori neo-stoici, umanistici, ma senza professare una religione. Hooft non era neanche membro di una chiesa. Nella lotta tra cattolici e protestanti, che aveva giocato un ruolo importante nella genesi della Rivolta Olandese, Hooft non scelse nessun partito.

## Opere
Probabilmente Hooft scrisse il dramma Achilles en Polyxena (Achille e Polissena) quando era ancora molto giovane. Nel 1605 scrisse il dramma pastorale Granida. Quest'ultimo dramma ha come protagonisti due pastori, Dafilio e Granida. Le opere più conosciute di Hooft sono le tragedie storiche Geeraerdt van Velsen (1613) e Baeto (1617). Entrambe queste tragedie hanno influenzato fortemente la rappresentazione della storia olandese, in particolare l'uccisione di Fiorenzo V (Floris V) conte d'Olanda (Geeraert) e il ruolo dei Batavi nella creazione dei Paesi Bassi. La commedia Warenar (1617) è basata sull'Aulularia di Plauto ed ebbe molto successo. 
Hooft scrisse anche molte poesie e sonetti d'amore. La sua opera più famosa è Emblemata amatoria, (Emblemi d'amore) del 1611.
Nel 1628 Hooft cominciò la sua opera Nederlandsche historiën (Storie Neerlandesi), alla quale lavorò fino alla sua morte, avvenuta nel 1647 (pubblicati ventisette capitoli, gli ultimi sette postumi).

## Storia d'Olanda
Nel 1618, quindi durante la Tregua dei dodici anni, Hooft ebbe l'idea di scrivere una grande opera storica che doveva trattare, tra l'altro, la Guerra degli ottant'anni (in quel periodo chiamata Vaderlandse Oorlog, Guerra Nazionale) e sarebbe dovuta arrivare fino all'età contemporanea.. Secondo Brandt, biografo di Hooft, l'autore aveva già studiato gli storiografi classici. Hooft cominciò la sua opera nel 1628 e nel 1642 fu pubblicata una prima parte della "Storia d'Olanda". Quest'opera monumentale racconta un periodo che va dal 1555 (l'abdicazione di Carlo V d'Asburgo) fino all'uccisione di Guglielmo I d'Orange nel 1584. Purtroppo Hoof non poté completare l'opera a causa della sua morte, avvenuta nel 1647, all'età di 65 anni. La sua "Storia d'Olanda" copre gli avvenimenti fino al 1587. Hooft fece un lavoro approfondito e presentò gli avvenimenti in prima persona, cosicché le sue descrizioni avevano la forza del racconto di un testimone diretto della guerra. Lo stile di scrittura è una consapevole imitazione dello stile di Tacito.
L'opera di Hooft è difficile da leggere e pochi possono dire di averla letta interamente. Oggi sono disponibili delle versioni in olandese moderno che ne migliorano la leggibilità.